# アメイジング・スパイダーマン (映画)
『アメイジング・スパイダーマン』（原題: The Amazing Spider-Man）は、アメリカ合衆国の2012年公開の映画。

## 概要
映画『スパイダーマン』の「リブート（再始動）作品」。
原作コミックの世界がアース616、サム・ライミ監督の『スパイダーマン』三部作がアース96283なのに対し、アメイジング・スパイダーマンシリーズはアース120703である。元々は、サム・ライミ監督による映画『スパイダーマン』シリーズ三部作の興行的成功を受け、続編として新たな三部作を追加した全六部作構想が発表された。その新三部作の第一弾となる、第4作目が2011年公開を予定していたが、2010年にサム・ライミ監督が降板したことによりプロジェクトは白紙となった。
制作元のソニーは、続編ではなくシリーズのリブート（再始動）を発表した。シリーズの新たな監督にマーク・ウェブを迎え、主人公ピーター・パーカー役にアンドリュー・ガーフィールド、ヒロインのグウェン・ステイシー役にエマ・ストーン、一作目のヴィラン（敵キャラクター）に当たるリザードの役にリス・エヴァンスを新キャストとして発表した。物語は再始動のため、高校時代のピーター・パーカーから描かれる。
3Dで撮影されており、2012年6月30日に日本で他国に先駆けて公開された後、7月より世界各国で封切られた。

## あらすじ
両親を亡くし叔父のベンと叔母のメイのもとで育てられたピーター・パーカーは、ある日、父のリチャード・パーカーが残したバッグに隠された資料を見つける。父について知りたいピーターは、父の研究者仲間だったコナーズ博士に近付くため、オズコープの公開実習に参加する。単独で行動し侵入した「バイオケーブル」の開発室で遺伝子組み換えされたクモに刺され、博士の下で実習している同級生のグウェン・ステイシーに追い出されてしまう。その帰りの電車の中でピーターは驚異的な身体能力に目覚める。
後日、ピーターはコナーズ博士の家を訪ねリチャードの息子であることを明かし、父の資料にあった式を教えた。ピーターはオズコープに出入りするようになり、コナーズ博士と共に爬虫類の再生能力を転用した薬品の開発を成功させる。ある夜、帰宅したピーターはベンと口論になり家を飛び出す。ピーターを追いかけたベンは、逃走する強盗に撃たれ殺されてしまう。犯人を捜し出すため、ピーターはレスラーマスクをヒントにマスクを作り、オズコープの協力を得てウェブ・シューターを開発、クモをモチーフとしたスパンデックス素材のスーツを着てスパイダーマンとなる。
一方、上司であるラーサ博士から開発した薬の結果報告を急かされ、コナーズ博士は自らの体で実験をする。しかし、完成したと思われていた薬は不完全なもので、心優しいコナーズ博士を凶悪なトカゲの怪物リザードに変身させてしまう。リザードの正体をコナーズ博士と知ったピーターは、彼を止めようと奮闘する。

## 登場人物
ピーター・パーカー / スパイダーマン
演 - アンドリュー・ガーフィールド
主人公。正義感は強いが、冴えない青年。クモに噛まれてスーパーパワーを手に入れた事で、その後の人生が大きく変わる事になる。
グウェン・ステイシー
演 - エマ・ストーン
ピーターが密かに想いを寄せる同級生。
カート・コナーズ博士 / リザード
演 - リス・エヴァンス
リチャードの研究仲間。弱者のいない平等な世界を作る為に研究していたが、会社から新薬の結果を急かされ、自分で服用してしまう。その後、全身がトカゲの怪物となり、性格は凶悪化。「リザード」となってニューヨークを恐怖に陥れる。
ジョージ・ステイシー
演 - デニス・リアリー
グウェンの父親。スパイダーマンに批判的。
ベン・パーカー
演 - マーティン・シーン
ピーターの叔父。強盗に殺害される。
メイ・パーカー
演 - サリー・フィールド
ベンの妻。ピーターを常に気に掛ける。
ラジット・ラーサ
演 - イルファーン・カーン
オズコープ社の社員。
リチャード・パーカー
演 - キャンベル・スコット
ピーターの父。
メアリー・パーカー
演 - エンベス・デイヴィッツ
ピーターの母。
フラッシュ・トンプソン
演 - クリス・ジルカ
ピーターの同級生。
トロイ
演 - C・トーマス・ハウエル
ジャックの父。
ジャック
演 - ジェイク・キーファー
リザードに襲われそうになったところをスパイダーマンに助けられる。
ミッシー・カレンバック
演 - ハンナ・マークス
ポスターを描いていた女子。

## キャスト
| 役名                                | 俳優                         | 日本語吹替     |
| ----------------------------------- | ---------------------------- | -------------- |
| ピーター・パーカー / スパイダーマン | アンドリュー・ガーフィールド | 前野智昭       |
| グウェン・ステイシー                | エマ・ストーン               | 本名陽子       |
| カート・コナーズ博士 / リザード     | リス・エヴァンス             | 内田直哉       |
| ジョージ・ステイシー                | デニス・リアリー             | 菅生隆之       |
| ベン・パーカー                      | マーティン・シーン           | 佐々木敏       |
| メイ・パーカー                      | サリー・フィールド           | 一龍斎春水     |
| ラジット・ラーサ                    | イルファーン・カーン         | 広瀬彰勇       |
| リチャード・パーカー                | キャンベル・スコット         | てらそままさき |
| メアリー・パーカー                  | エンベス・デイヴィッツ       | 吉田美保       |
| フラッシュ・トンプソン              | クリス・ジルカ               | 石上裕一       |
| 4歳のピーター                       | マックス・チャールズ         | 関根航         |
| ジャックの父 トロイ                 | C・トーマス・ハウエル        | 鈴木正和       |
| ジャック                            | ジェイク・キーファー         | 阿久津秀寿     |
| ミッシー・カレンバック              | ハンナ・マークス             | 羽飼まり       |
| 受付嬢                              | ジル・フリント               | 冨永愛         |
| 謎の男                              | マイケル・マッシー           | 小島敏彦       |
| 図書館の老人                        | スタン・リー（カメオ出演）   | 台詞なし       |

- その他日本語吹替：梅津秀行、森夏姫、東正実、宮永恵太、田谷隼、小野健一、勝沼紀義、若松紫織、望月健一、かぬか光明、森乃めぐみ、佐藤芳洋、田村真、玉木雅士、根本明宏、おーくまねこ。、千田まゆ子、相田翔吾、小鍛冶宏将、中野涼子、川島秀成、山本華世、永野絵理佳、高橋美佳、小野澤玲奈、比嘉鈴代、桒子英里、藤崎美希、猪子里奈、阿部美里、上野聡行、木下一哉、村田千弥、新海史子、中島めぐみ、佐々木淳
- 吹替翻訳 - 松崎広幸[8]、吹替演出 - 中野洋志[8]、日本語版制作 - ACクリエイト[8]

## 製作

### 企画
ソニーは『スパイダーマン4』のキャンセルと同時に、シリーズを新監督と新キャストでリブートすると発表した。リブート映画は2012年7月3日に3Dでの公開を予定し、高校生のピーター・パーカーの物語となる。また、ソニーはジェームズ・ヴァンダービルトが脚本を書き、マーク・ウェブが監督することを明らかにした 『エンターテインメント・ウィークリー』では、ヴァンダービルトの脚本はクリストファー・ノーラン監督によるリブート版『バットマン』シリーズのようにシリアスなストーリーになると伝えられている。また、リブート版は『アルティメット・スパイダーマン』をベースとすると噂され、同コミックの原作者のブライアン・マイケル・ベンディスは映画のスタッフと会っている。2010年5月、アルヴィン・サージェントが脚本リライトの為に雇われたことが明らかとなった。

### プリプロダクション
2010年5月時点で、スパイダーマン役の俳優候補リストには、ジェイミー・ベル、ジョシュ・ハッチャーソン、フランク・ディラーヌ、オールデン・エアエンライク、アンドリュー・ガーフィールドが挙がっており、さらに同年6月、『ロサンゼルス・タイムズ』はアーロン・ジョンソンとアントン・イェルチンも含まれると報じた。最終リストには他にローガン・ラーマン、マイケル・アンガラノも含まれていた。2010年6月27日、最終候補リストが発表され、ジェイミー・ベル、アントン・イェルチン、アーロン・ジョンソン、アンドリュー・ガーフィールド、ローガン・ラーマン、オールデン・エアエンライクが含まれていた。2010年7月1日、アンドリュー・ガーフィールドに最終決定したことが判明した。その当時26歳であったガーフィールドが高校生を演じることに関して懸念され、ウェブサイトのHitFixは、ソニーがパーカーを大学生の設定にして新シリーズをスタートするかもしれないと報じたが、後に『エンターテインメント・ウィークリー』誌はまだ高校生の設定で計画されていると報じた。また10月、ソニーが若いピーター・パーカー役のオーディションを開催してると報じられた。
当初、本作はグウェン・ステイシーとメリー・ジェーン・ワトソンのダブルヒロインになると報じられたが、後にグウェン・ステイシーのみになることがわかった。2010年8月ではヒロイン役候補リストにイモージェン・プーツ、オフィリア・ロヴィボンド、リリー・コリンズ、テリーサ・パーマー、エマ・ロバーツが含まれ、さらに9月に『バラエティ』誌がエマ・ストーンとミア・ワシコウスカも候補に挙がっていると報じた。更に後にディアナ・アグロン、ジョージナ・ヘイグ、ドミニク・マケリゴットも追加された。2010年10月5日、グウェン・ステイシー役はエマ・ストーンに決定したことが報じられた。
2010年6月9日、リブート版のヴィランがリザードになるかもしれないという噂が表面化した。ソニーはクリストフ・ヴァルツにする構えであると報じられたが、ヴァルツ側は否定した。 また、マイケル・ファスベンダーは『X-MEN:ファースト・ジェネレーション』のマグニートー役に決まる前には、本作のヴィラン候補であった。2010年10月11日、リス・エヴァンスがヴィラン（この時点では名称不明）を演じることが確定した10月13日、リス・エヴァンス演じるヴィランはドクター・カート・コナーズことリザードになることが報じられた（2011年7月に、サンディエゴ・コミコンで、リス・エヴァンスの演じるヴィランがリザードであると、監督のマーク・ウェブ自ら発表し、その映像が３Dでお披露目になった
。）
12月10日、マイルズ・エリオットがビリー・コナーズ（カート・コナーズの息子）を演じると報じられた。12月3日、ヴァン・アッターという名の新たなヴィランをイルファーン・カーン、その妻をアニー・パリッセが演じることがわかった。
2010年10月、J・ジョナ・ジェイムソン役にジョン・スラッテリー、サム・エリオットが候補に挙がっていると報じられた。2010年11月4日、ベンおじさんをマーティン・シーンが演じることがわかった。また、メイおばさんはサリー・フィールドになる可能性があることが明らかとなった。さらにベティ・ブラント役にズーイー・デシャネルの名が挙がっていることが報じられた。11月12日、クリス・ジルカも出演することが判明し、同月20日、彼が演じるのはフラッシュ・トンプソンであることが報じられた。11月17日、ジョージ・ステイシーをデニス・リアリーが演じることが明らかになった 12月3日、リチャード&メアリー・パーカー夫妻役がキャンベル・スコットとジュリアンヌ・ニコルソンであることが報道された。

### 撮影
撮影は2010年12月6日にロサンゼルスで始まった。ハリウッドのメジャー作品としては初めてレッド・デジタル・カメラのEpicが使用される。
2011年1月に、ロサンゼルスにあるサッカースタジアムで、アンドリュー演じる主人公のピーター・パーカーとエマ演じる新ヒロイン・グウェン・ステイシーのツーショット場面が撮影された。90日間に及ぶ撮影は、ニューヨークで2週間行われたほか、ロサンゼルスハリウッドのヘンリー・フォンダ・シアター、セント・ジョン・ボスコ・ハイスクールのジム、ミッドウィルシャーのイマニュエル長老教会、サウス・パサデナ、サンペドロ、ウッドランド・ヒルズがロケ地となった。

## 地上波放送履歴
| 回数  | テレビ局   | 番組名          | 放送日        | 備考                                                                                             |
| ----- | ---------- | --------------- | ------------- | ------------------------------------------------------------------------------------------------ |
| 初回  | 日本テレビ | 金曜ロードSHOW! | 2014年4月25日 | 『アメイジング・スパイダーマン2』公開を記念して、地上波初放送                                    |
| 2回目 | 日本テレビ | 金曜ロードSHOW! | 2016年4月22日 | 『2週連続スパイダーマン祭り』と題して放送された。翌週には『アメイジング・スパイダーマン2』も放送 |

## Blu-ray・DVD
日本ではソニー・ピクチャーズ エンタテインメントよりBlu-ray、DVDが発売。
- アメイジング・スパイダーマン アメイジングBOX（3000セット限定、5枚組、2012年11月14日発売）
- アメイジング・スパイダーマン Blu-ray IN 3D（初回生産限定、3枚組、2012年11月14日発売）
- アメイジング・スパイダーマン Blu-ray & DVDセット（初回生産限定、3枚組、2012年11月14日発売）
- アメイジング・スパイダーマン DVD（初回生産限定、1枚組、2012年11月14日発売）
- 【Amazon.co.jp限定】 アメイジング・スパイダーマン Blu-ray IN 3D 変身スリーブ付きデジパック仕様（数量生産限定、5枚組、2012年11月14日発売）
- アメイジング・スパイダーマン Blu-ray・廉価版（1枚組、2013年4月24日発売）
- アメイジング・スパイダーマン DVD・廉価版（1枚組、2013年4月24日発売）
- アメイジング・スパイダーマン Mastered in 4K Blu-ray（1枚組、2013年12月20日発売）

## 続編
本作のエンディングには続編の存在を示唆する演出が施されているが、本作公開前より続編企画が動いており、2013年2月より撮影が開始された。公開は日本などで2014年4月に、アメリカで同年5月に行われた。